# 1952 en Alberta
Chronologie de l'Alberta
- 1948
- 1949
- 1950
- 1951
- 1952
- 1953
- 1954
- 1955
- 1956

Cette page concerne des événements qui se sont produits durant l'année 1952 dans la province canadienne de l'Alberta.

## Politique
- Premier ministre : Ernest Manning (Parti Crédit social)
- Chef de l'Opposition :  	James Harper Prowse
- Lieutenant-gouverneur :  John James Bowlen.
- Législature :

## Événements
- Mise en service du Clover Bar Highway Bridge, pont sur la North Saskatchewan river à Edmonton. Il vient doubler le Clover Bar Railroad Bridge construit en 1908[1].

- 1er janvier : fondation d'un district municipal franco-albertain Smoky River No 130.
- 5 août : élection générale albertaine : Ernest Manning (crédit social) est réélu premier ministre de l'Alberta.

## Naissances
- 10 janvier : Alex Kogler (né à Lethbridge), joueur de hockey sur glace. Il évolue au poste de Ailier gauche.

- 19 mai : Erik Fish, né à Medicine Hat, nageur canadien.

- 19 juin : Cynthia Margaret Neale-Ishoy, née à Edmonton, cavalière canadienne de dressage.
- 30 juin : Stephen Morris Panych, né à Calgary, acteur, un réalisateur et un metteur en scène (théâtre) canadien.

- 9 août : Doug Manchak (né à Radway) , joueur professionnel de hockey sur glace.

- 5 octobre : Duncan Regehr, né à Lethbridge, acteur et artiste canadien.

- 4 décembre : Jim Dinning, né à Edmonton, homme d'affaires et homme politique canadien. Il fut député à l'Assemblée législative de l'Alberta (1986 à 1997) et siège actuellement au conseil exécutif de différentes entreprises canadiennes.